# 伊場

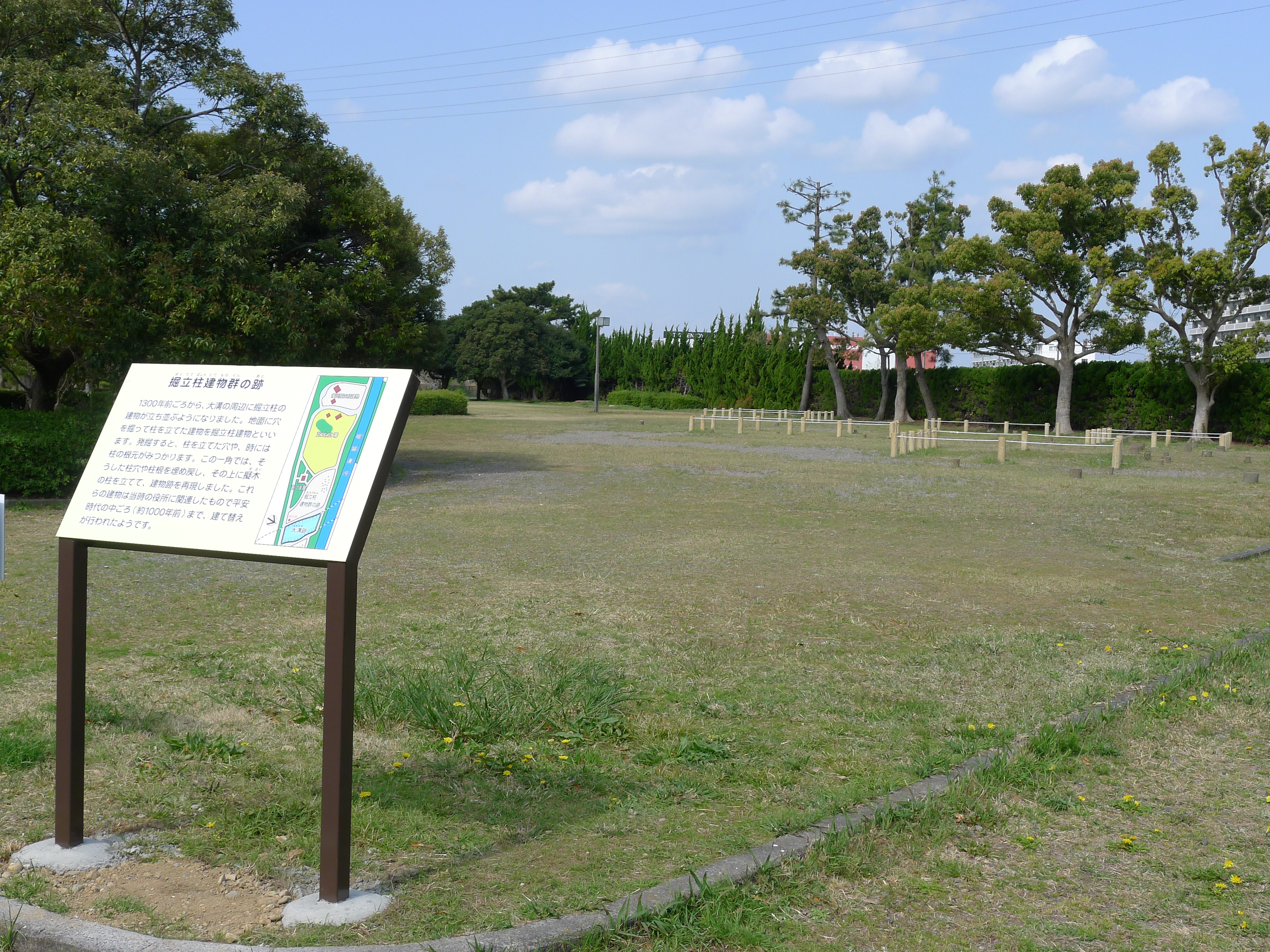
伊場遺跡公園

伊場（いば）は、静岡県浜松市中央区の中心部西にある地区で、東伊場一、二丁目と西伊場町、南伊場町がある。伊場地区には伊場遺跡や、JR東海の浜松工場、浜松商工会議所などがある。

## 歴史
東伊場はかつて、山城国相良郡の賀茂神社の荘園で岡部郷と呼ばれていた。伊場と呼ばれるようになった時代や理由は定かではないが、賀茂神社領の斎場（いみば）であったところから「いば」に転じた、または伊場遺跡から多くの量の鋳物が見つかったことから「鋳物の場」つまり「鋳場」となって後に伊場となったなどの説がある。この領地を所有していた岡部氏はかつて京都上賀茂神社の神官をしていた賀茂成助にはじまり、成助の子孫にあたる賀茂師重の長女筑前局が文永年間に岡部郷を領地として賜り、筑前局の弟の孫にあたる賀茂定朝が京都からこの地に赴き土着した。国学者賀茂真淵はこの一族である。
- 1966年2月1日 - 西伊場町東部（1～41）と南伊場町が住居表示化。尚､南伊場町はこの時まで存在しておらず、東伊場町と西伊場町の各一部を併せて誕生した。
- 1968年6月1日 - 東伊場が住居表示化。
- 1973年6月1日 - 西伊場町西部（44～76）が住居表示化。
- 1976年1月1日 - 西伊場町北西部の一部分が佐鳴台に編入。佐鳴台はこの時までは大部分が入野町に属していた。
- 2007年4月1日 - 浜松市が政令指定都市に移行し、伊場は中区の一部となった。
- 2024年1月1日 - 浜松市の行政区の再編に伴い、伊場は中央区の一部となった。

## 地区内の主な施設

### 伊場遺跡
太平洋戦争中、連合国軍の砲弾が落ちて空いた大穴から、1949年（昭和24年）に土器が発見され、調査の結果弥生時代の環濠集落遺跡であることが判明、3重の環濠跡や墓・銅製鏃・木製農具なども出土した。
1954年（昭和29年）に県の史跡に指定されたが、1973年（昭和48年）に指定解除された。なお1974年（昭和49年）に、この史跡指定解除処分について取消しを求める行政訴訟が学術研究者らにより提起されたが、最高裁で棄却された（最高裁平成元（1989）年6月20日第三小法廷判決）。
遺跡はその後も調査が続けられ、弥生の環濠集落だけでなく、古代敷知郡の郡衙と栗原駅家と考えられる官衙遺構を含む複合遺跡であることが解ってきている。

### JR東海浜松工場
南伊場町にあるJR東海の拠点となる工場。工場見学には多くの鉄道ファンや子供が集まる。